# Barisan von Ibelin

Wappen Barisans von Ibelin

Barisan von Ibelin († 1150) war eine wichtige Figur im Königreich Jerusalem und der Ahnherr der Familie Ibelin. Sein Name wurde auch „Balian“ ausgesprochen, er selbst dann als Balian der Ältere bezeichnet.

## Leben
Barisan stammte vermutlich aus Norditalien, jedoch ist über sein Leben, bevor er 1115 als Konstabler der Grafschaft Jaffa auftrat, nichts bekannt. 1134, als Hugo II. von Le Puiset, der Graf von Jaffa, gegen König Fulko rebellierte, stellte sich Barisan auf die Seite des Königs und erlangte bald eine wichtige Rolle bei Hof. Zwischen 1134 und 1141 wurde er zum Herrn der neu gebauten Burg Ibelin ernannt, die in der Grafschaft Jaffa zwischen Jaffa selbst und der Festung Askalon lag, letztere noch im Besitz der Fatimiden. Ebenso erhielt er die Burg und Herrschaft Mirabel, die aus der Grafschaft Jaffa herausgelöst wurde. 1148 erbte Barisan durch die Ehe mit Helvis, der Tochter Balduins von Ramla, die Herrschaft Ramla. Im gleichen Jahr nahm er an der Beratung der Anführer des Zweiten Kreuzzugs in Akkon teil, in der der Angriff auf Damaskus beschlossen wurde.

## Nachkommen
Mit Helvis von Ramla hatte Barisan drei Söhne und zwei Töchter:
- Hugo († um 1170),
- Balduin († um 1187),
- Balian der Jüngere († 1193),
- Ermengarde († 1160/67), ⚭ Elinand von Tiberias, Fürst von Galiläa
- Stephanie († nach 1167).

Nach seinem Tod ging die Herrschaft Ibelin an seinen Sohn Hugo über, seine Witwe Helvis heiratete Manasses von Hierges, den Konstabler von Jerusalem, mit dem zusammen sie die Herrschaften Ramla und Mirabel bis 1152 innehielt und erst dann Hugo überließ.